# Viorel Păiș
Viorel Păiș (n. 1 mai 1942, Drajna de Jos – d. 2 iulie 2014, București) a fost cercetător științific gr.II, doctor în biologie celulară. Impreuna cu profesor dr Leon Danaila a descoperit cordocitul, un fenotip special de celulă interstițială în creierul uman și a demonstrat că pia mater este formată din cordocite și vase de sânge. A inițiat și condus cercetările privind rolurile morfologice potențiale ale acestei celule pentru neuroprotecție și vasculoprotecție.

## Biografie
Viorel Păiș s-a născut la data de 1 mai 1942 în comuna Drajna de Jos, județul Prahova, România unde a făcut și primele clase primare. Tatăl a fost procuror și mama învățătoare. A continuat școala la Liceul „Nicolae Iorga” din orașul Vălenii de Munte, Prahova, pe care l-a absolvit în anul 1960.
A urmat cursurile Facultății de Biologie din cadrul Universității din București, pe care a absolvit-o în anul 1966. După absolvirea Facultății de Biologie a lucrat ca biolog și cercetător științific la Institutul de Cercetări Alimentare București, Departamentul de Microbiologie (1967-1971); biolog și cercetător științific la Centrul Dermato-Venerologic, Departamentul de Microscopie Electronică, București (1972-1982); cercetător științific la Institutul de Neurologie și Psihiatrie București, Șef al Laboratorului de Microscopie Electronică din Clinica de Neurochirurgie (1982-1990); biolog specialist la Spitalul Clinic „Gh.Lupu”, Clinica de Dermatologie, București (1993-1994); cercetător științific principal gr.II la Institutul Național de Cercetare-Dezvoltare în Domeniul Patologiei și Științelor Biomedicale „Victor Babeș”, Departamentul de Patologie Ultrastructurală, București (1994-2006).

## Studii postuniversitare
Doctorat în Biologie, Universitatea din București, specialitatea Biologie Celulară (1973-1976). Teza de doctorat intitulată: Ultrastructura stărilor precanceroase ale pielii și a tumorilor cutanate maligne, (1976).

## Activitate didactică în învățământul superior biomedical
- Universitatea de Medicină și Farmacie Carol Davila, București, Departamentul de Biologie Celulară și Histologie (1980);
- Universitatea Ecologică din București, Facultatea de Medicină, Departamentul de Biologie Celulară și Histologie (1992-1994);
- Universitatea Hyperion din București, Facultatea de Medicină Dentară, Departamentul de Biologie Celulară și Histologie (1995, 1999-2001);
- Universitatea Titu Maiorescu, Facultatea de Medicină, București, Curs de Patologie Celulară (1997).

## Academii și Societăți Științifice Naționale și Internaționale
- Societatea Română de Biologie Celulară (1985-2000);
- Uniunea Medicală Balcanică (1996-1980);
- Societatea Europeană de Patologie (1997-2000);
- Organizația Mondială de Accidente Vasculare Cerebrale (1997-2011);
- Societatea Americană de Chimie (2010-2011);
- Academia de Științe din New York (2009-2011).

## Specializări internaționale
Cercetător științific la Institutul de Neurofarmacologie „Rudolf Magnus” și Institutul de Biologie Moleculară și Biotehnologie Medicală, Universitatea din Utrecht, Olanda (1991-1992).
În perioada 2008-2012 este cercetător vizitator la Universitatea din California, Los Angeles, Școala de Medicină David Geffen, Institutul de Nanosisteme din California, Centrul de Imagistică Electronică pentru Nanomașini, Los Angeles, Statele Unite ale Americii.

## Activitatea științifică
- A fost Director de proiect la 32 teme de cercetare științifică finanțate de Academia de Științe Medicale din România;
- A publicat și comunicat 242 lucrări științifice în țară și străinătate în domeniul microscopiei electronice clinice, dermatologice și neuropatologice. Lucrările sale sunt citate de cercetători din străinătate iar o carte este recomandată pentru bibliografie la una dintre facultățile din țară;
- Membru al Comitetului editorial al revistei International Journal of Stem Cell Research and Transplantation și al revistei Frontiers in Bioscience, cât și evaluator al lucrărilor științifice publicate în revista Journal of Neurosurgical Sciences;
- Co-președinte la Congresul de Medicină Regenerativă și Celule Stem, Guangzhou, China, 2012;
- Expert Presentations 4th World Congress on Cell Science & Stem Cell Research, 24-26 iunie 2014, Valencia, Spania.

## Premii acordate
- Premiul „Gheorghe Marinescu” al Academiei Române în anul 2008 pentru lucrarea: Celulele interstițiale ale creierului uman. Atlas de microscopie optică și electronică, Editura Cartea Universitară, București, 2006 (autori: Viorel Păiș, Leon Dănăilă);
- Albert Nelson Marquis Lifetime Achievement Award, 2018, 2019.

## Nominalizări
- Who's who in Romania Medical, 2006; Who's Who in the World, 2014, 2016, 2018, 2019; Who's Who in Science and Engineering, 2016-2017 (12th Edition);
- Cetățean de onoare post-mortem al orașului Vălenii de Munte, 2015; Cetățean de onoare post-mortem al comunei Drajna, Județul Prahova, 2015;
- Membru post-mortem[nefuncțională]
, Academia de Științe Medicale din România, 2017.

## Cărți și atlase
- Expertiza urmelor de natură piloasă prin microscopie electronică. În: Tratat practic de criminalistică, vol.II, Serviciul Editorial, Ministerul de Interne (1978);
- Ultrastructura pielii umane (în condiții normale și patologice), Editura Medicală, București (1983);
- Ultrastructure of cerebral oedema. În: Romanian Neurosurgery, vol.III, Editura Academiei Române, București (1985);
- Neoplastic infiltration of the nervous tissue and tissue alteration. În: Romanian Neurosurgery, vol.III, Editura Academiei Române, București (1985);
- Peritumoral neuroglia reaction. A study of electron microscopy. În: Romanian Neurosurgery, vol.III, Editura Academiei Române, București (1985);
- Ultrastructure of intracranial tumours and peritumoral zones. În: Romanian Neurosurgery, vol.IV, Editura Academiei Române, București (1987);
- Subarachnoid empyema. Electron study. În: Romanian Neurosurgery, vol.VI, Editura Academiei Române, București (1988);
- Biologie și patologie celulară și moleculară, Editura Romfel, București (1995);
- Atlas de patologie ultrastructurală cutanată, Editura Ager, București (2002);
- Ateroscleroza cerebrală ischemică, Editura Medicală, București (2004);
- Atlas de Patologie Vasculară Cerebrală/Atlas of Cerebral Vascular Pathology, Editura Cartea Universitara, București (2005);
- Moartea programata a celulelor umane in imagini ultrastructurale/Programmed human cell death in the ultrastructural images, Editura Cartea Universitară, București (2005);
- Programmed cell death in the vascular diseases of the brain – Atlas, Editura Cartea Universitară, București (2005);
- Cerebrovascular malformations. An atlas of histopathology and ultrastructure, Editura Cartea Universitară, București (2005);
- The vascular wall and the intracerebral hemorrhage - An atlas of light and electron microscopy, Editura Cartea Universitară, București (2005);
- Atlas of cerebrovascular pathology, Editura Cartea Universitară, București (2005);
- Cerebral vascular occlusion. An atlas of histopathology and ultrastructure, Editura Cartea Universitară, București (2006);
- The interstitial cells of the human brain. An atlas of light and electron microscopy, Editura Cartea Universitară, București (2006);
- Vasculogenesis, angiogenesis and vascular tumorigenesis in the brain. An atlas of cerebrovascular cytohistopathology, Editura Cartea Universitară, București (2007);
- Vasculogenesis, angiogenesis and vascular tumorigenesis in the brain. An atlas of cerebrovascular cytohistopathology, Second edition, Editura Cartea Universitară, București (2007);
- Programmed cell death in the brain. An atlas of light and electron microscopy, Editura Cartea Universitară, București (2008);
- The interstitial cells of the human brain. An atlas of light and electron microscopy, Second edition, Editura Ars Academica, București (2008);
- Programmed cell death in the brain. An atlas of light and electron microscopy, Second edition, Editura Ars Academica, București (2009);
- The interstitial cells of the human brain. An atlas of light and electron microscopy. Third edition, Editura Ars Academica, București (2010);
- The ultrastructure of the dying cells in the brain. An atlas of transmission electron microscopy, Editura Ars Academica, București (2011);
- The cordocytes of the human brain. An atlas of light and electron microscopy, Editura Ars Academica, București (2014).

## Progrese și cercetări cu valoare națională și internațională
1. Identificarea unui fenotip special de celulă interstițială în creierul uman denumită „cordocit” și, în mod deosebit, argumentarea prin microscopie electronică de transmisie a rolurilor morfologice potențiale ale acestei celule pentru neuroprotecție și vasculoprotecție;
2. Propunerea termenului de „cordocitoame” pentru clasificarea tumorilor meningeale fibroase provenite din cordocite;
3. A demonstrat pentru prima dată în literatură, prin microscopie electronică de transmisie, că pia mater este formată din cordocite și vase de sânge;
4. Identificarea prin microscopie electronică de transmisie a unui nou tip de moarte celulară programată autoschizică, cât și a unui mecanism de supraviețuire celulară care implică membrana celulară;
5. Realizarea studiului experimental electronomicroscopic al acțiunii protective a Gerovitalului H3 asupra pielii;
6. Realizarea unui studiu prin microscopie electronică privind deosebirea dintre hematomul și hemoragia cerebrală;
7. Introducerea conceptului de „intimom” sau „miom” în clasificarea leziunilor intimale ale aterosclerozei, termen acceptat de neurochirurgi;
8. Descrierea pentru prima dată pe plan internațional a sarcomului intimal cu migrarea transmurală a celulelor tumorale;
9. Inițierea, elaborarea și susținerea unui curs facultativ de „Patologie celulară” pentru facultățile de Medicină Generală și Stomatologie - Universitățile: Ecologică, Titu Maiorescu și Hyperion (1992-2000);
10. A scris pentru prima dată în România o monografie a unui organ în condiții normale și patologice, prin studii de microscopie electronică: Ultrastructura pielii umane (în condiții normale și patologice), Editura Medicală, București (1983)

## Articole și comunicări selective
- Studiu clinicobiologic, histopatologic și ultrastructural în legătură cu un caz de arteriopatie diabetică. Societatea de Dermatologie, București, 26 iulie 1973;
- Confruntări imunohisto-patologice și ultrastructurale în lupusul eritematos cronic discoid. Primul Simpozion Național de Microscopie Electronică, București, 2-3 noiembrie 1973;
- Considerații ultrastructurale asupra particulelor virale în tumora Busche-Löwenstein. Al II-lea Simpozion Național de Microscopie Electronică, București, 1-2 noiembrie 1974;
- Bemerkungen zur Intermediärform der Incontinentia pigmenti. Dermatologische Monatshrift, vol. 162, nr. 1, 1976;
- Date electronomicroscopice comparative într-un caz de boală Paget mamară și metastază cutanată de adenocarcinom mamar. Societatea de Dermatologie, București, 29 iunie 1976;
- Comparații ultrastructurale: histiocitom-dermatofibrosarcom. Societatea de Dermatologie, București, 26 octombrie 1976;
- Observații ultrastructurale asupra gonococului în culturi celulare. Simpozionul Național de Microscopie Electronică, București, 3-4 noiembrie 1978;
- Trăsăturile ultrastructurale ale celulelor tumorale în melanomul malign. Simpozionul Național de Microscopie Electronică, București 3-4 noiembrie 1978;
- Aspecte electronomicroscopice privind morfogeneza și morfologia virusurilor verucilor, Zonei Zoster și nodulilor mulgătorilor. Simpozionul Național de Microscopie Electronică, București, 3-4 noiembrie 1978;
- Ultrastructura dermatozelor buloase majore. Dermato-Venerologia, vol. 4, 1979;
- Aspects histochimiques et ultrastructuraux des keratoses solaires. În: Ichtzoses peau et lumière. Rapports et communications, XVIème Congres de l’Association des dermatologistes et syphiligraphies de langue française, Tunis, Juin 1-3, 1979;
- L’action locale du Gerovital H3 dans le vieillisment expérimental du tissu cutané, Romanian J. Geront. Geriatrics, 1, 1, 63, 1980;
- Electron microscopic study on the role of monocytes in cerebral atherosclerosis. Romanian J. Geront. Geriatrics, 8, 2, 1987;
- Peritumoural cerebral oedema. An electron microscopic study. 1st European Congress of Neurology, Prague, April 18-22, 1988;
- The endothelial cells in intracranial atherosclerosis. An electron microscopic study. 1st European Congress of Neurology, Prague, April 18-22, 1988;
- Studiul electronomicroscopic al tumorilor derivate din meninge. Sesiunea anuală de comunicări științifice a Institutului de Neurologie și Psihiatrie, București, 1988;
- Changes of vascular wall in human intracranial arteriosclerosis. XIV-th World Congress of Neurology, New Delhi, India, October 22-27, 1989;
- Significance of transmission electron microscopy (TEM) in diagnosis of tumours of the central nervous system (CNS). Al II-lea Congres Național de Neurochirurgie, București, 6-8 septembrie 1990;
- Aspects of cerebrovascular ultrastructural pathology in stress conditions. International Congress on Stress and Related Disorders: From Adaptation to Dysfunction, Modena, Italy, November 18-21, 1990;
- Correlation between structural features and secretory activity in some GH secreting pituitary adenomas. J. Endocrinol. Invest., 14 (suppl.1), 59, 1991;
- Ultrastructural evidence for involvement of the microcirculation innervation in genesis of local edema in cerebral cortex. Third IBRO World Congress of Neuroscience, Montreal, Canada, August 4-9, 1991;
- Ultrastructural modulation of epidermal Langerhans’ cells in normal and pathological conditions of skin. International Symposium on Dendritic Cells, Amsterdam, Holland, June 2-6, 1992;
- Ultrastructural data on pathogenesis of the cerebral atherosclerosis relative to risk factors and growth factors. XVIth International Symposium on Cerebral Blood Flow and Metabolism, Brain 89, Sendai, Japan, May 20-26, 1993;
- Differences in smooth muscle cells from normal and atherosclerotic cerebral arteries. International Stroke Society Regional Meeting at Yokohama, Japan, April 22-24, 1999;
- Smooth muscle cells migration and proliferation in the cerebral arteries lumen with formation of a new type of arteriosclerosis lesion. Proc. Rom. Acad. Series B, 1, 55-67, 2001;
- The histopathologic and ultrastructural study of an intimal intracranial sarcoma with transluminal cell migration. Proc. Rom. Acad. Series B, 3, 165-170, 2002;
- Cellular mechanisms of cerebral vessels breaking in different pathological conditions. An optic and electron-optic study. Proc. Rom. Acad. Series B, 3, 147-151, 2003;
- Multifaceted intracranial neuroprotection by  means of the ultimate intelligent and efficient defender: the interstitial cell. A new cytodynamic perspective. AANS/CNS Cerebrovascular Section, Annual Meeting, San Diego, California, U.S.A., February 16-17, 2009;
- Early and late coexistence of apoptosis and paraptosis in perivascular vasculogenic focuses and  posttraumatic cerebral arteries and their pathophysiologic significance. AANS/CNS Cerebrovascular Section, Annual Meeting, San Antonio, Texas, U.S.A., February 22-23, 2010;
- Electron microscopic demonstration of the interstitial Cajal-like cells in the marginal zone of cerebral cortex. AANS/CNS Cerebrovascular Section, Annual Meeting, Los Angeles, California, U.S.A., February 7-8, 2011;
- A comparative ultrastructural study of a new type of autoschizis versus a survival cellular mechanism which involves cell membranes of cerebral arteries in humans. Ultrastruct. Pathol., 36(3), 166-170, 2012;
- From pluripotent stem cells to multifunctional cordocytic phenotypes in the human brain: an ultrastructural study. Ultrastruct. Pathol., 36(4), 252-259, 2012;
- Regenerative Medicine and Stem Cell Therapies. Editorial. Int J Stem Cell Res Transplant., Volume I, Issue No.1, 1, 2013;
- From precursor/stem cells to cordocytic phenotypes in the skin. Int J Stem Cell Res Transplant., Volume II, Issue No.1, 52-58, 2014;
- Intercellular communication by extracellular vesicles with emphasis on the roles of cordocytes in the human brain. An ultrastructural study. Ultrastruct. Pathol., 39(3), 177-186, 2015.